# Paleogeografia

Animação do movimento dos continentes a partir de Pangeia.

A Paleogeografia é o estudo e descrição da Geografia Física do passado. Realiza atividades como a reconstrução da superfície terrestre numa dada área num determinado tempo do passado geológico, ou o estudo de sucessivas mudanças da superfície terrestre durante o tempo geológico.